# اینکلاین ویلج، نوادا
اینکلاین ویلج (به انگلیسی: Incline Village) یک روستاهای در ایالات متحده آمریکا است که در نوادا واقع شده‌است.
اینکلاین ویلج ۵۶٫۳ کیلومترمربع مساحت و ۸٬۷۷۷ نفر جمعیت دارد و ۱٬۹۳۵٫۵ متر بالاتر از سطح دریا واقع شده‌است.
اینکلاین ویلج در شهرستان واشو در شمال ساحل دریاچه تاهو واقع شده و بخشی از منطقه آماری کلان‌شهر رینو-اسپارکس به‌شمار می‌آید. 
پردیس اصلی کالج سیرا نوادا در اینکلاین ویلج قرار دارد.